# تهذيب (هندسة)

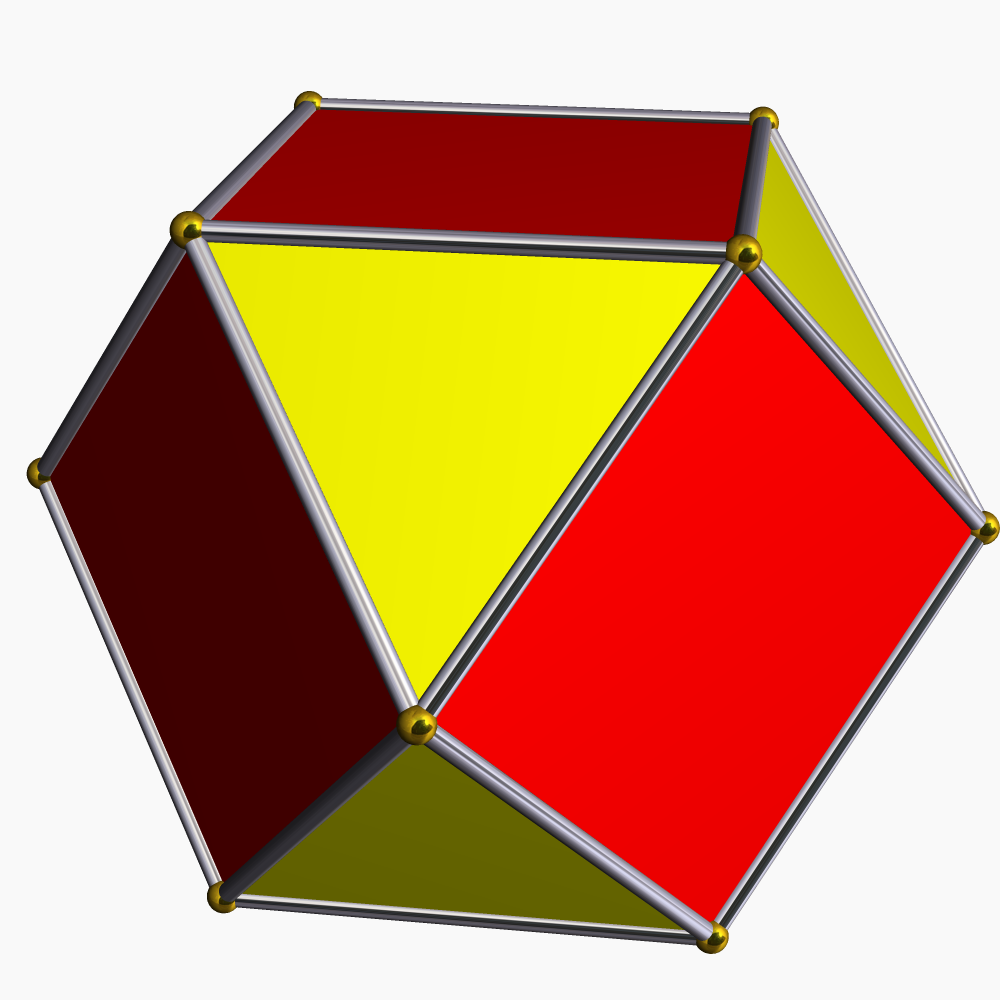
المكعب المهذب هو ذو الوجوه المكعبي الثماني - اختُزلت حروفه إلى رؤوس، ونُشرت رؤوسه لتصبح وجوه جديدة

المكعب الثنائي التهذيب هو ثماني الوجوه - اختُزلت وجوهه إلى نقاط ومُركِزَت وجوهه الجديدة على الرؤوس الأصل.

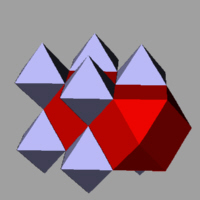
شهد مكعبي - اختُزلت حروفه إلى رؤوس، ونُشرت رؤوسه لتصبح خلايا جديدة.

في الهندسة الإقليدية، التهذيب (بالإنجليزية: Rectification)، المعروف أيضًا باسم البتر الحرج أو البتر الكامل، هو عملية بتر متعدد أكناف عن طريق تحديد منتصفات جميع حروفه، وقطع رؤوسه عند تلك النقاط. سيكون متعدد الوجوه الناتج محاطًا بوُجَيْهَات شكل رؤوسه والوُجَيْهَات المُهذَّبة لمتعدد الأكناف الأصلي.
يُشار أحيانًا إلى مؤثر التهذيب بالحرف r مع رمز شليفلي. على سبيل المثال، r{4,3}  هو المكعب المهذب، ويُسمى أيضًا ذو الوجوه المكعبي الثماني، ويُمثل أيضًا بالشكل {\displaystyle {\begin{Bmatrix}4\\3\end{Bmatrix}}}. وذو الوجوه المكعبي الثماني المهذب rr{4,3} هو ذو الوجوه المكعبي الثماني المعيني، ويُمثل أيضًا بـ {\displaystyle r{\begin{Bmatrix}4\\3\end{Bmatrix}}} .
يَستخدم تدوين كونواي لمتعددات الوجوه a اختصارًا لـ ambo للإشارة إلى هذا المؤثر. تُنشئ هذه العملية في نظرية البيان بيانًا منتصفيًا.
يؤدي تهذيب أي متعدد وجوه أو بلاط منتظم ذاتي الثِّنْوِيَّة إلى ظهور متعدد وجوه منتظم آخر أو بلاط آخر بمرتبة تبليط 4، على سبيل المثال، يصبح رباعي الوجوه {3,3} ثماني الوجوه {3,4}. وفي حالة خاصة، يتحول بلاط مربعي {4,4} إلى بلاط مربعي آخر {4,4} عند إجراء عملية تهذيب.

## مثال على التهذيب باعتباره بترًا نهائيًا للحرف
التهذيب هو النقطة النهائية لإجرائية البتر. على سبيل المثال، يُظهر هذا التسلسل على مكعب أربع خطوات من سلسلة مستمرة من البُتُور بين الشكل المنتظم والشكل المُهذّب:

## تهذيبات في الدرجات العليا
يمكن إجراء تهذيب في الدرجات العليا على متعددات الأكناف المنتظمة ذات الأبعاد الأعلى. تُنتج أعلى درجة تهذيب متعدد الأكناف الثنوي. يَبتُر التهذيب الحروف إلى نقاط، ويَبتُر التهذيب الثنائي الوجوه إلى نقاط، ويَبتُر التهذيب الثلاثي الخلايا إلى نقاط، وهكذا.

## مثال على التهذيب الثنائي باعتباره بترًا نهائيًا إلى وجه
يُظهر هذا التسلسل مكعبًا ثنائي التهذيب باعتباره التسلسل النهائي من المكعب إلى الثنوي وفيه تُبتَر الوجوه الأصل إلى نقطة واحدة:

## روابط خارجية
Olshevsky, George. "Rectification". Glossary for Hyperspace (بالإنجليزية). Archived from the original on 2007-02-04.
| بذرة          | بتر             | تهذيب          | بتر ثنائي        | ثنوي            | نشر              | بتر شامل          | قطع تناوبي      | قطع تناوبي       | قطع تناوبي         |
| ------------- | --------------- | -------------- | ---------------- | --------------- | ---------------- | ----------------- | --------------- | ---------------- | ------------------ |
|               |                 |                |                  |                 |                  |                   |                 |                  |                    |
| t0{p,q} {p,q} | t01{p,q} t{p,q} | t1{p,q} r{p,q} | t12{p,q} 2t{p,q} | t2{p,q} 2r{p,q} | t02{p,q} rr{p,q} | t012{p,q} tr{p,q} | ht0{p,q} h{q,p} | ht12{p,q} s{q,p} | ht012{p,q} sr{p,q} |